# Surin (Vienne)
Surin is een gemeente in het Franse departement Vienne (regio Nouvelle-Aquitaine) en telt 172 inwoners (1999). De plaats maakt deel uit van het arrondissement Montmorillon.

## Geografie
De oppervlakte van Surin bedraagt 11,6 km², de bevolkingsdichtheid is 14,8 inwoners per km².

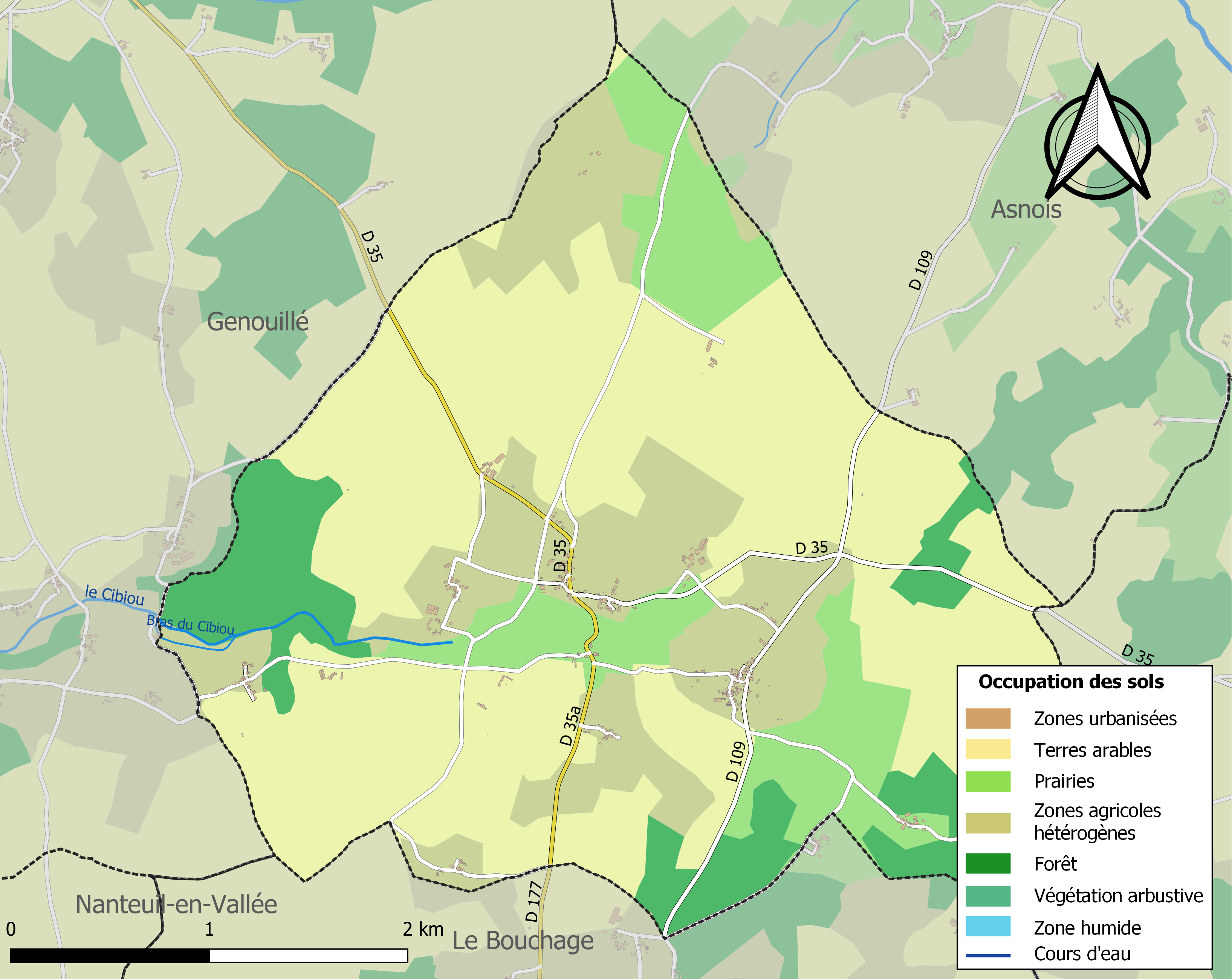
Kaart van de gemeente met de belangrijkste infrastructuur, bodemgebruik en omliggende gemeenten

## Demografie
Onderstaande figuur toont het verloop van het inwonertal (bron: INSEE-tellingen).